# Yad la-Xiryon
Yad la-Xiryon (oficialment: El Lloc de Record de les Tropes Blindades i Museu a Latrun, Hebreu: יד לשריון) és un museu militar oficial de memorials d'Israel pels soldats caiguts de les tropes blindades, i és un dels museus de tancs més diversos del món. El nom Yad la-Xiryon va ser posat el 14 de desembre de 1982. Va ser creat amb la iniciativa dels oficials veterans de les tropes blindades amb la cooperació dels soldats de les mateixes tropes.

## Col·lecció de tancs

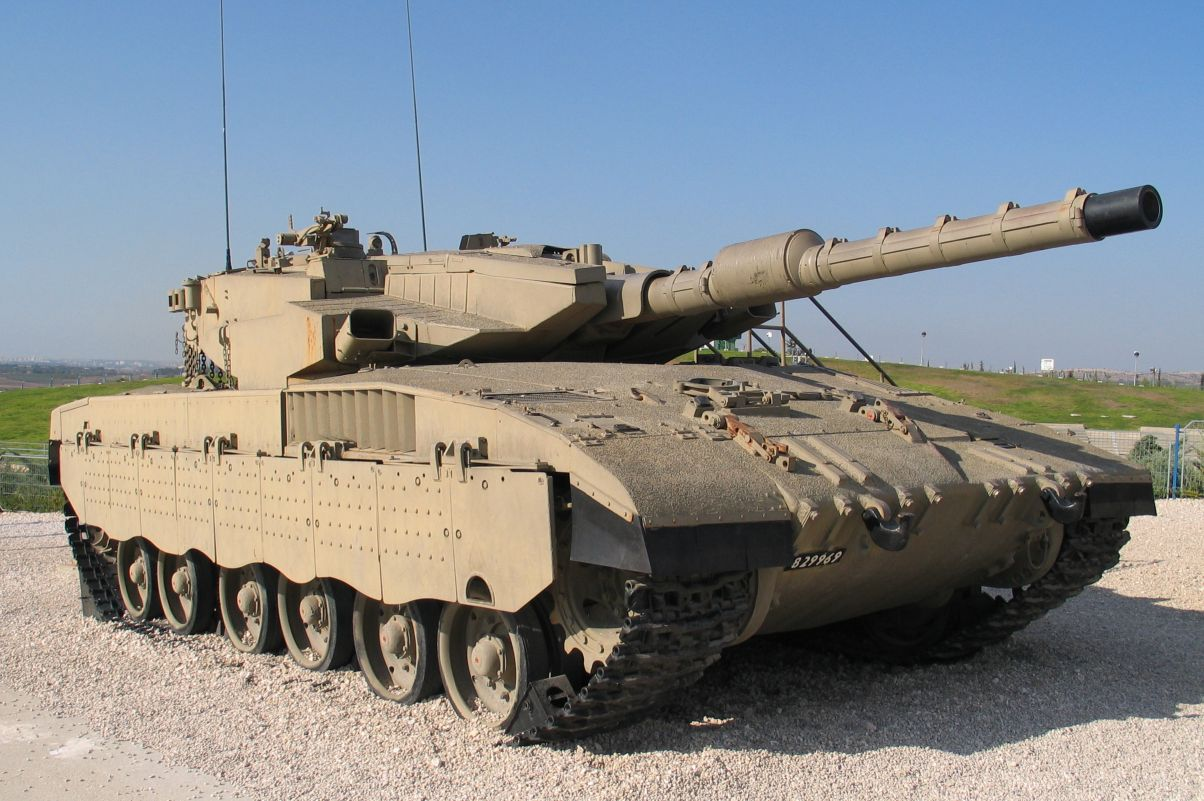
Un Merkavà III israelià a Yad la-Xiryon

Yad la-Xiryon és famós a tot el món per tenir una gran col·lecció de tancs i vehicles blindats únics i diversos. Hi ha més d'un centenar de vehicles diferents en la col·lecció, incloent-hi tancs israelians, tancs enemics capturats en combat, i vehicles comprats especialment per a la col·lecció.
Alguns dels tancs i vehicles que es poden trobar-hi són:

### Israelians
- Merkavà mark I, II, III i IV
- Nimdà Xoet
- Nodédet
- "Timsah" (tanc amfibi Gillois)

### Americans

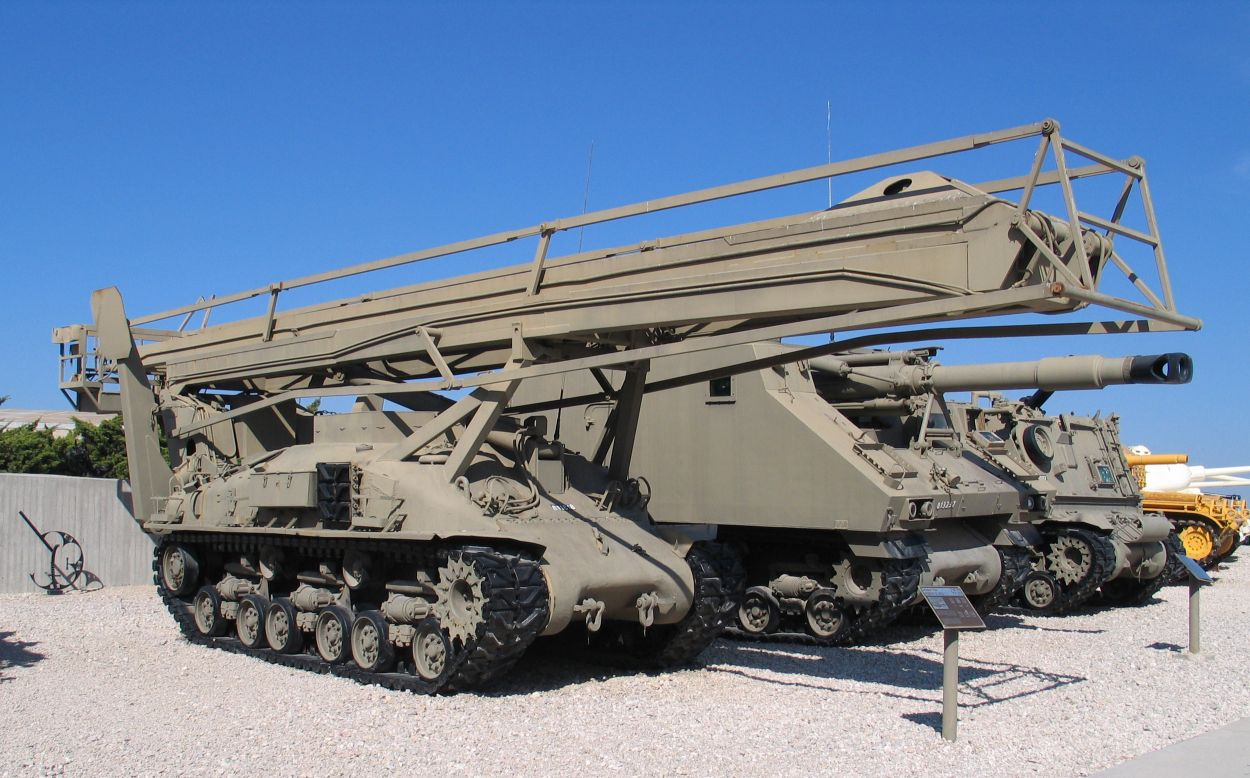
Adaptació israeliana del M4 Sherman americà al Yad la-Xiryon

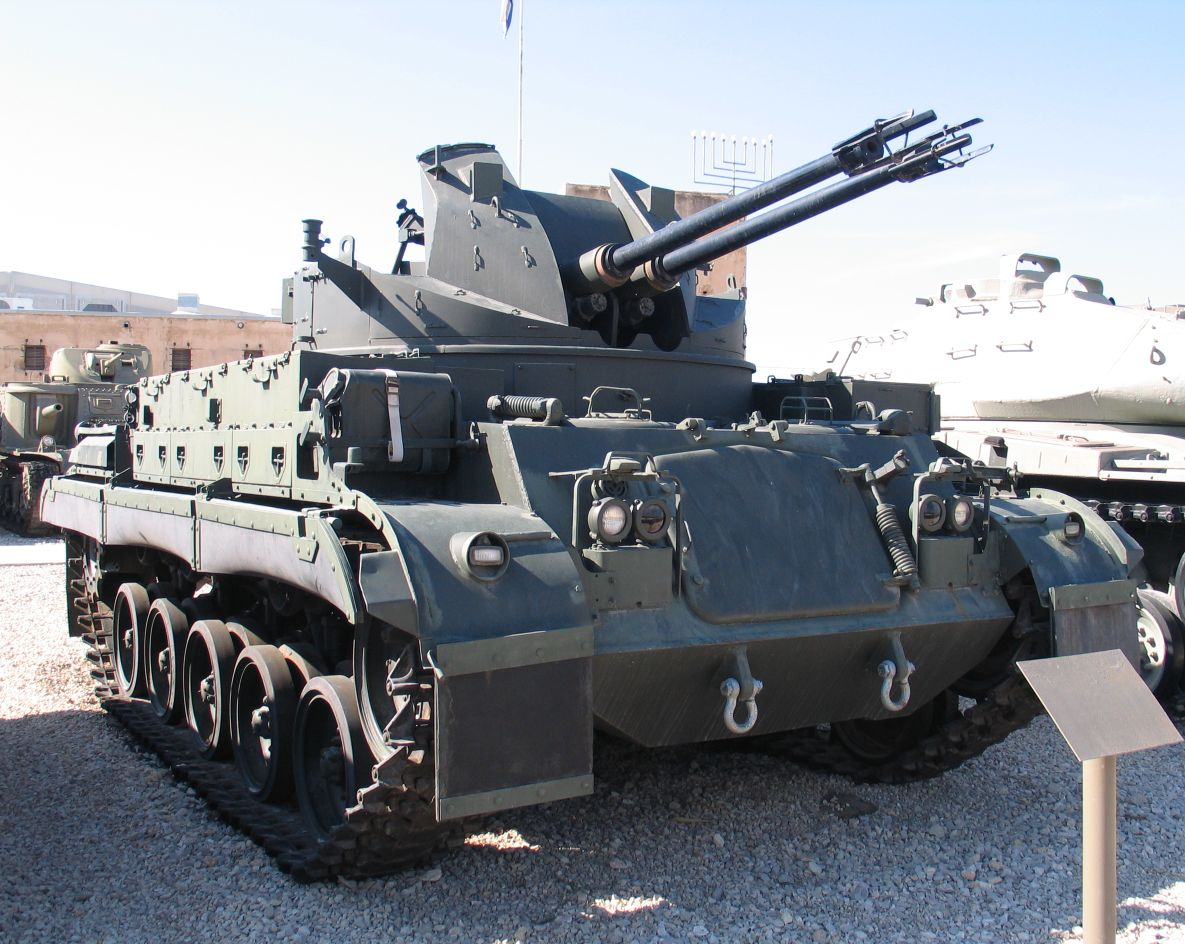
El M42 Duster americà al Yad la-Xiryon

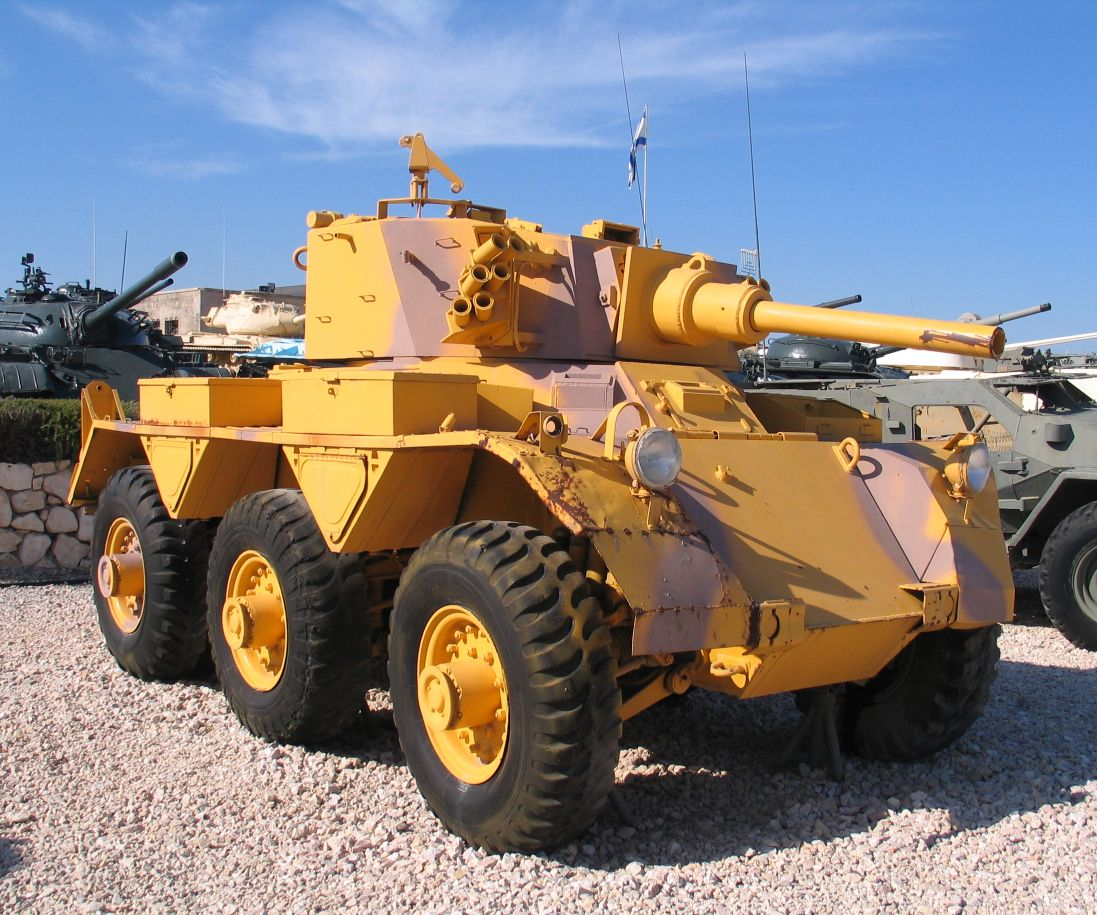
Alvis Saladin britànic al Yad la-Xiryon

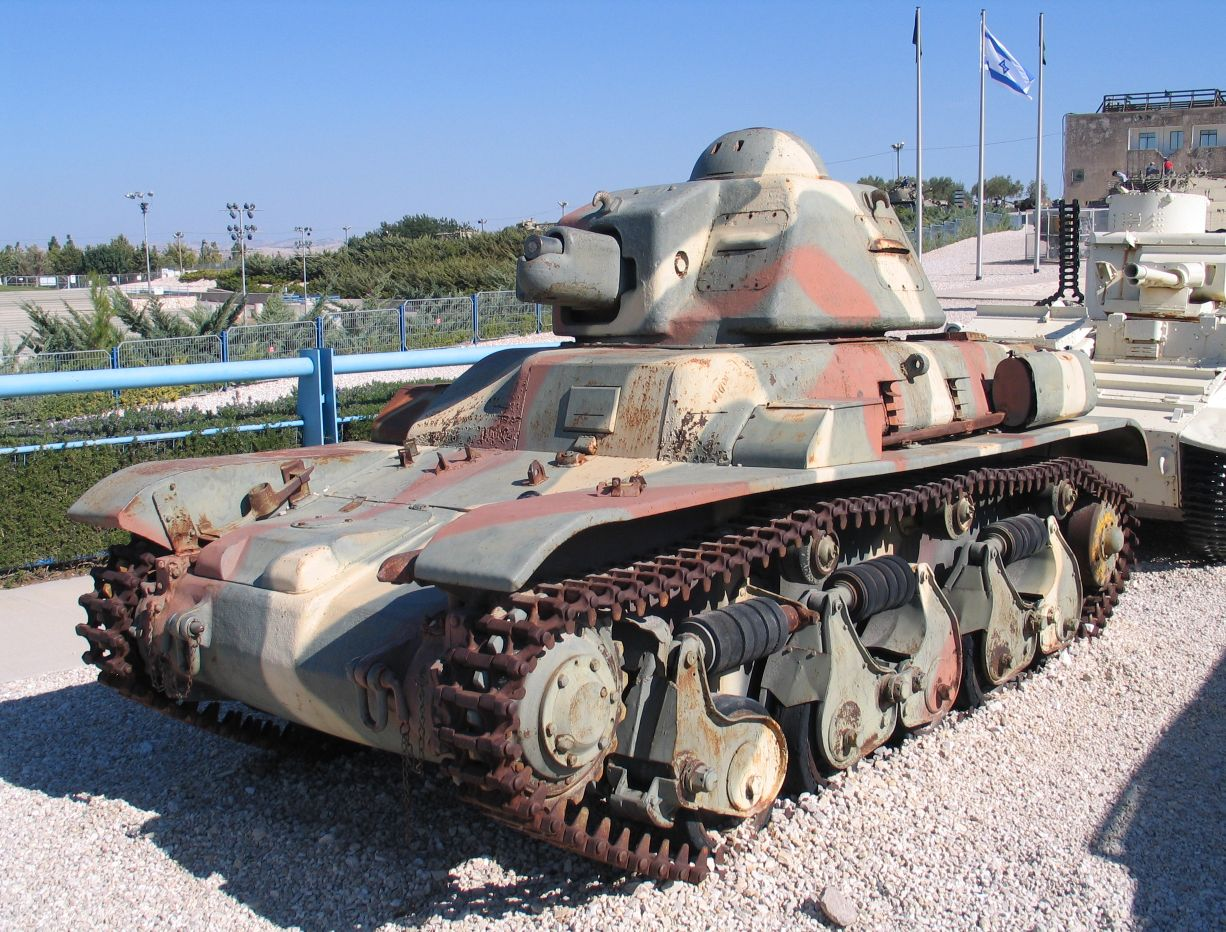
Renault R35 francès al Yad la-Xiryon

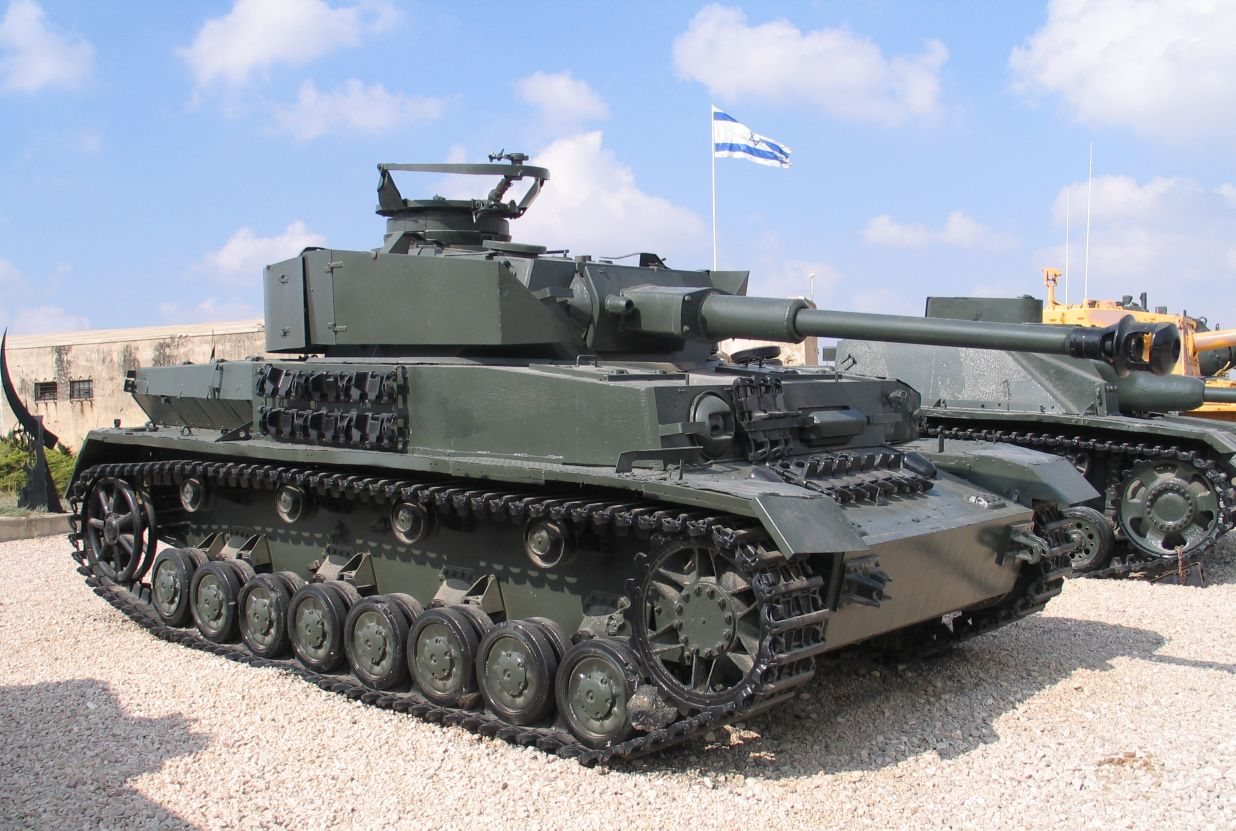
Panzer IV alemany al Yad la-Xiryon

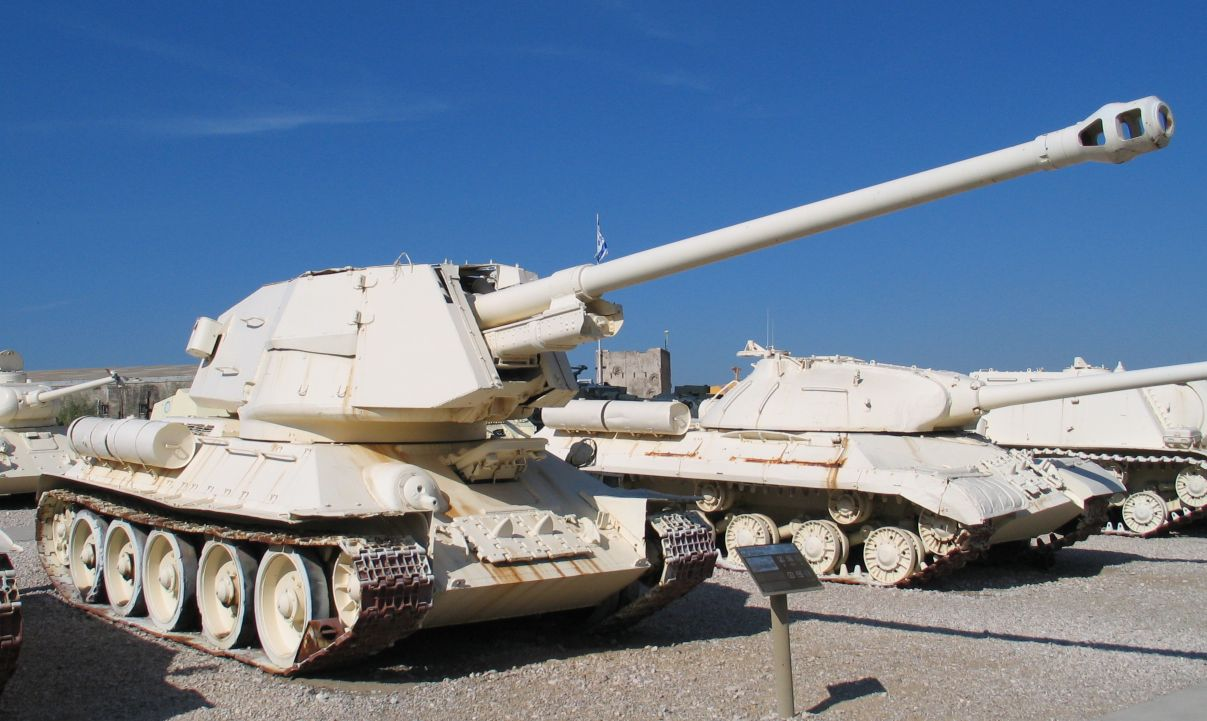
Un T-100 egipci capturat, al Yad la-Xiryon

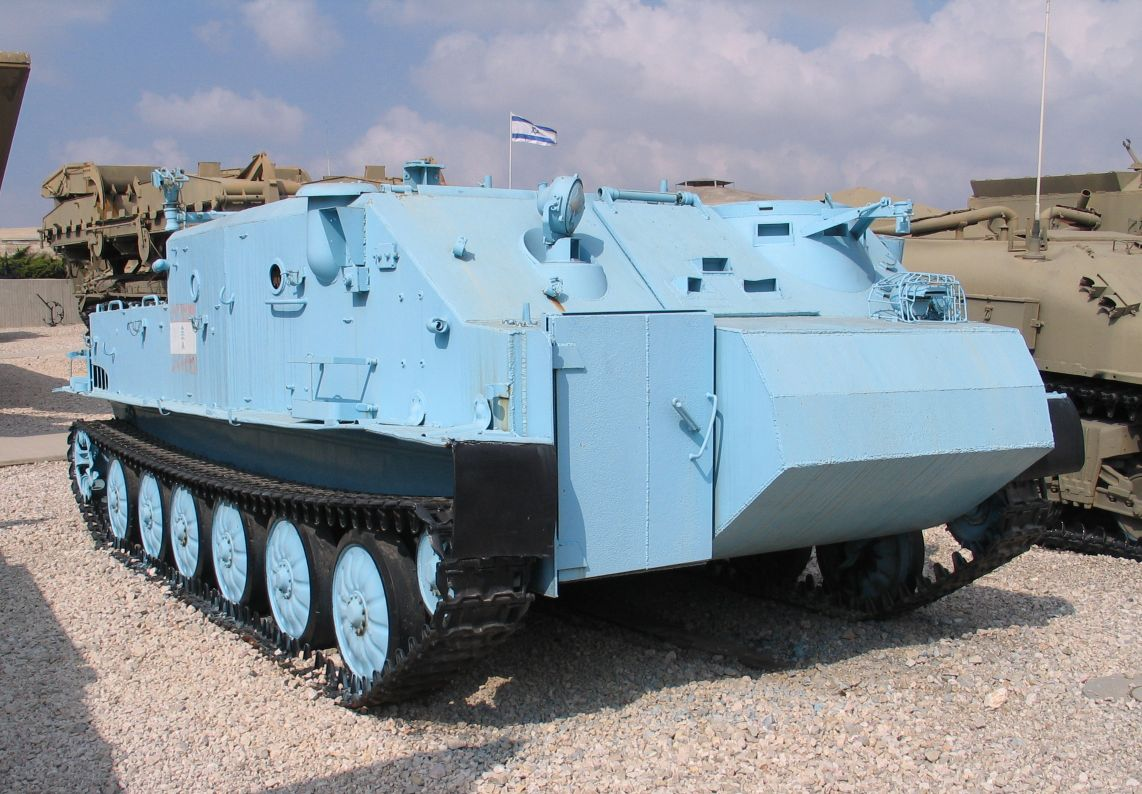
Un BTR-50 basat en el vehicle Medevac al Yad la-Xiryon

- Algunes variants dels tancs M4 Sherman, incloent-hi:
  - Sherman Crab
  - M4 Dozer
  - M4A4 amb Torreta FL-10 (variant egípcia)
  - M50 i M51 Super Sherman (variant israeliana)
  - MAR-240
  - Ambutank (Tanc d'evacuació mèdica Sherman)
  - MAR-290
  - Vehicle d'observació
- M41 Walker Bulldog
- M3A1 Stuart
- M5A1 Stuart
- M551 Sheridan
- M578 ARV
- M113
  - M901 ITV
- Algunes variants del Tanc Patton incloent-hi:
  - M48 Patton
  - M60 Patton
  - Algunes variants del Magach - versions millorades israelianes del M48 i el M60
- M3 Lee
  - M3 Grant
- M24 Chaffee
- M42 Duster
- Algunes variants dels tancs halftracks americans
- M3 Scout Car
- 17pdr SP. Achilles
- M107 Self-Propelled Gun
- Camió Diamond T
- Jeep Willys MB

### Britànics
- FV 4201 Chieftain
- Tanc de Cromwell
- Tanc de Matilda
- Algunes variants del Tanc Centurió, incloent-hi:
  - Sho't
  - Puma
  - Bridgelayer
  - Centurion BARV
- Light Tank Mk VI (Vickers)
- Archer (tanc destructor)
- Marmon-Herrington Armoured Car
- Alvis Saladin
- FV 4101 Charioteer
- Ferret armoured car
- Scammell Contractor

### Francesos
- AMX-13
- AMX-VCI
- Renault R35
- Hotchkiss H35
- Panhard AML

### Alemanys
- Panzer IV
- Sturmgeschütz III
- Leopard 1

### Soviètics
- BTR-40
- BTR-50
  - Versió millorada de medevac de BTR-50
- BTR-60
- BTR-152
  - Versió millorada de recuperació del BTR-152
- Several variations of BRDM-2
- IS-3
- ISU-152
  - Versió de recuperació del ISU-152
  - ISU-152 amb armada llevada, anomenat com a vehicle de comandament
- PT-76
- T-34-85
  - T-34/100 o tanc destructor T-100
- Algunes variants dels tancs T-54/T-55, incloent-hi:
  - IDF Achzarit
  - Tiran-4 - canviat a T-54
  - Tiran-5 - canviat a T-55
- T-62 (Tiran 6 israelià)
- T-72
- ZSU-23-4
- ZSU-57-2